# Nemosoma unicornutum
Nemosoma unicornutum là một loài bọ cánh cứng trong họ Trogossitidae. Loài này được Lepesme & Paulian miêu tả khoa học năm 1944.